# Gmina Sveti Andraž v Slovenskih goricah
Sveti Andraž v Slovenskih goricah – gmina w Słowenii. W 2002 roku liczyła 1209 mieszkańców.

## Miejscowości
Miejscowości wchodzące w skład gminy Sveti Andraž v Slovenskih goricah:
- Drbetinci,
- Gibina,
- Hvaletinci,
- Novinci,
- Rjavci,
- Slavšina,
- Vitomarci – siedziba gminy.